# Brusseprijs
De Brusseprijs is de jaarlijkse prijs voor het beste Nederlandstalige journalistieke boek uitgereikt door het Nederlandse Fonds Bijzondere Journalistieke Projecten. In 2006 werd de prijs voor het eerst uitgereikt, daarna in 2008 en vanaf 2010 jaarlijks. De prijs is vernoemd naar journalist Marie Joseph Brusse. In 2015 werd de oorspronkelijke naam 'M.J. Brusseprijs' verkort tot 'Brusseprijs'. Het prijsbedrag bedraagt 10.000 euro. Bekroonde werken:

## Winnaars
- 2006 - Het drama Ahold van Jeroen Smit
- 2008 - Arm Wallonië van Pascal Verbeken
- 2010 - De Vastgoedfraude van Vasco van der Boom en Gerben van der Marel
- 2011 - Bernhard van Annejet van der Zijl
- 2012 - Het wonder van de Noord/Zuidlijn van Bas Soetenhorst
- 2013 - Mooie Barend van Wilfred Scholten
- 2014 - Het kasteel van Elmina van Marcel van Engelen
- 2015 - El Rey van Hans Goossen en Theo Sniekers
- 2016 - Het geluk van Limburg van Marcia Luyten
- 2017 - Een woord een woord van Frank Westerman[1]
- 2018 - De rekening voor Rutte. De Teevendeal, het bonnetje en de politieke prijs voor leugens van Bas Haan[2]
- 2019 - Laura H. Het kalifaatmeisje uit Zoetermeer van Thomas Rueb[3]
- 2020 - Liever dier dan mens van Pieter van Os[4]
- 2021 - Het recht van de snelste. Hoe ons verkeer steeds asocialer werd van Thalia Verkade en Marco te Brömmelstroet
- 2022 - De Doorsons: Op zoek naar een Afro-Amerikaanse slavenfamilie in het Caribisch gebied  van Roline Redmond[5]
- 2023 - De Indische doofpotː Waarom Nederlandse oorlogsmisdaden in Indonesië nooit zijn vervolgd van  Maurice Swirc
- 2024 - Undercover aan het werk van Jeroen van Bergeijk[6]
- 2025 - Ondernemers in het wild. Het verhaal van een club witte weldoeners in Afrika van Olivier van Beemen

## Eervolle vermeldingen
In de geschiedenis van de uitreiking van de Brusseprijs ontvingen twee boeken een eervolle vermelding:
- 2014 Surplace van Ariejan Korteweg [7]

- 2022 De strijd om Bali van Anne-Lot Hoek[8]